# Krzecko
Krzecko (niem. Kreitzig) – wieś w Polsce położona w województwie zachodniopomorskim, w powiecie świdwińskim, w gminie Sławoborze.

## Historia
Krzecko posiada średniowieczny rodowód. Pierwsza raz wymienione w źródłach pisanych w roku 1337. W 1602 r. wybudowano kościół szachulcowy (obecnie nie istnieje). W okresie wojny siedmioletniej wojska rosyjskie dokonały zniszczenia wsi. W 1830 r. właścicielem majątku został starosta powiatu świdwińskiego - kawaler von der Goltz. .

## Zabytki
- neobarokowy pałac z ok. 1860, parterowy, o trzech frontowych ryzalitach, w głównym kartusz herbowy, budynek kryty dwukondygnacyjnym dachem mansardowym[5].